# Mikromanagement
Mikromanagement je styl řízení, kdy manažer pečlivě sleduje a/nebo kontroluje a/nebo připomínkuje práci svých podřízených nebo zaměstnanců. Mikromanagement má obecně negativní konotaci, hlavně proto, že svědčí o nedostatku svobody na pracovišti.

## Definice
Online slovníky definují mikromanagement jako správu nebo řízení s nadměrnou kontrolou nebo s přehnaným důrazem na detaily.
Pojem mikromanagement se může rozšířit na jakýkoli společenský kontext, kde jedna osoba zaujme násilný až šikanózní přístup pokud se týká kontroly a vlivu na ostatní členy skupiny. Tato nadměrná posedlost nejjemnějšími detaily často způsobuje přímé selhání manažerské schopnosti soustředit se na hlavní úkoly, problémy a rizika.

## Příznaky
Mikromanažer spíše než aby dal obecné pokyny k menším úkolům a potom věnoval čas dohledu nad většími oblastmi, sleduje a hodnotí každý jednotlivý krok obchodního procesu a vyhýbá se v rozhodovacím procesu delegování svých pravomocí. Mikromanažeři jsou obvykle podrážděni, když jejich podřízený přijímá rozhodnutí, aniž by je s nimi konzultoval, a to i když jsou to rozhodnutí v rámci podřízené úrovně autority.
Mikromanagement také často obsahuje žádosti o zbytečné a příliš podrobné zprávy („reportománie“). Mikromanager má tendenci vyžadovat neustálou a podrobnou zpětnou vazbu o výkonu a nadměrně se soustředit na její procedurální triviality (často chce podrobnější zprávu, než ve skutečnosti dokáže zpracovat), spíše než na celkový výkon, kvalitu a výsledky. Toto soustředění se na maličkosti často vede k odkládání rozhodnutí, zatemňuje celkové záměry a cíle, omezuje tok informací mezi zaměstnanci a vede různé části projektu mnohdy i protichůdnými směry. Mnoho mikromanagerů považuje neúčelnost takového jednání za méně důležitou, než je udržení kontroly nebo dojmu kontroly nad situací.
Je běžné, že mikromanažeři, zejména pokud vykazují narcistické tendence tak postupují záměrně a ze strategických důvodů, delegují práci na podřízené a poté podrobně řídí výkon těchto podřízených. Tento způsob umožňuje příslušným mikromanažerům získat uznání za dobré výsledky a současně posunout vinu za špatné výsledky na své podřízené.
Extrémním případem mikromanagementu je patologický management úzce související se šikanou na pracovišti a narcistickým chováním. Mikromanagement připomíná závislost v tom, že ačkoli většina mikromanažerů je závislá na ovládání ostatních, ať už to je jejich životní styl nebo prostředek k udržení tohoto životního stylu, mnoho z nich nedokáže svou závislost rozpoznat a uznat ji, i když všichni kolem závislost pozorují. Některé závažné případy mikromanagementu navazují na jiné poruchy duševního zdraví, jako je například obsedantně-kompulzivní porucha osobnosti.
Přestože zaměstnanci často mikromanagement snadno poznají, mikromanažeři sami sebe za takové považují jen zřídka. Při odmítnutí podobnému tomu, jaké se vyskytuje v návykovém chování, budou mikromanažeři často vyvracet obvinění z mikromanagementu tím, že nabídnou konkurenční charakteristiku svého stylu řízení, například „strukturovaný“, „organizovaný“ nebo „perfekcionistický“.

## Porovnání se špatným řízením
Mikromanagement se dá odlišit od pouhé tendence manažera vykonávat úkoly přidělené podřízenému. Pokud manažer začne vykonávat práci pracovníka, třeba i efektivněji než pracovník, výsledkem je pouze neoptimální řízení: společnost trpí ztracenými příležitostmi, protože tito manažeři by firmě sloužili lépe, kdyby vykonávali svou vlastní práci (viz komparativní výhoda). V mikromanagementu manažer nejen že říká podřízenému, co má dělat, ale diktuje, aby se práce prováděla určitým způsobem bez ohledu na to, zda je tento způsob nejrychlejší nebo nejúčinnější, anebo zda je taková instrukce nezbytná.